# Pinchbeck
Pinchbeck-ul este un aliaj similar tombacului, care a fost inventat în secolul XVIII de către Christopher Pinchbeck și are circa 89% cupru și 11 % zinc.